# 颱風西馬隆 (2018年)
颱風西馬隆（英語：Typhoon Cimaron，國際編號：1820，聯合颱風警報中心：WP232018）為2018年太平洋颱風季第20個被命名的熱帶氣旋。「西馬隆」一名由菲律賓所提供，該詞原意為動物的兇猛野性，此指當地的一種野牛。

## 氣象歷史
一個低壓區於8月15日在關島東方海域生成，美國海軍研究實驗室在晚上8時半給予熱帶擾動編號91W。聯合颱風警報中心給予評級「低」，翌日（8月16日）又將評級調升為「中」。日本氣象廳在同日晚上9時將其升格為熱帶性低氣壓。聯合颱風警報中心於8月17日凌晨升至「高」，同時發布熱帶氣旋形成警報。聯合颱風警報中心在8月17日凌晨5時將其升格為熱帶性低氣壓，給予熱帶氣旋編號23W。
18日上午9時30分，日本氣象廳對其發布烈風警報，同時也表示系統所處環境有利發展，但中心雲系缺乏不明顯，以致不利系統中心定位。隨後，聯合颱風警報中心率先於下午5時將其升格為熱帶風暴，指出該系統當時所處環境有利於其增強，且赤向流出良好，惟垂直風切變偏強，以及缺乏極向流出，使得該系統之發展空間暫時受限。日本氣象廳則於晚間10時30分將此系統升格為熱帶風暴，給予國際編號1820，並命名為西馬隆，並表示由於系統本身上層流出良好，且受惠於周遭海面溫度偏暖、潛熱高，有利的發展環境使其逐漸增強。
20日上午2時，日本氣象廳將其評級為強烈熱帶風暴，並表示環境良好促使此系統在過去6小時增強，基於德沃夏克分析法及風場掃描給予提升評級。隨後，聯合颱風警報中心表示其所處環境良好，受惠於合適的海溫、較低的垂直風切及在赤向流出所促使的熱帶對流層上部槽影響，中心出現深對流帶，但持續受垂直風切影響，低層環流中心仍暴露，因此於上午11時將其評級為颱風。8月21日，日本氣象廳亦將其評級為颱風。8月22日上午，西馬隆達到其強度巔峰，風眼清晰可見。下午，西馬隆移入溫度較低的海域，強度開始減弱。
8月23日晚上8時，西馬侖在日本德島縣南部登陸。當晚11時，西馬隆在兵库县姬路市附近再次登陆。8月24日凌晨，日本氣象廳將其降格為強烈熱帶風暴。同時，聯合颱風警報中心將其降格為熱帶風暴。
8月24日下午3時，日本氣象廳認為西馬侖已轉化為溫帶氣旋，聯合颱風警報中心也在同日下午5時對其發出最後警報。

### 事後調整
聯合颱風警報中心在2019年10月發表的最佳路徑中，將其巔峰上調至115節（約215公里/每小時）。

## 來源出處
1. ↑  Tagalog Dictionary. .   [2018-08-19]. （原始内容存档于2021-01-21）. （页面存档备份，存于）
2. ↑  . 交通部中央氣象局.   [2014-12-15]. （原始内容存档于2016-05-31）. （页面存档备份，存于）（繁體中文）
3. ↑  香港天文台. .   [2013-07-17]. （原始内容存档于2018-08-18）. （页面存档备份，存于）
4. 1 2 3  Digital Typhoon. . 2011-03-17  [2015-05-03]. （原始内容存档于2015-05-12）. （页面存档备份，存于）（日語）
5. ↑  . NRL.   [2018-08-18]. （原始内容存档于2018-08-15）. （页面存档备份，存于）
6. ↑  . NRL.   [2018-08-18]. （原始内容存档于2018-08-16）. （页面存档备份，存于）
7. ↑  . JTWC.   [2018-08-18]. （原始内容存档于2018-08-17）. （页面存档备份，存于）
8. ↑  聯合颱風警報中心. . 美國海、空軍. 2011  [2011-11-30]. （原始内容存档于2007-07-26） （英语）. （页面存档备份，存于）
9. ↑  . JTWC.   [2018-08-21]. （原始内容存档于2018-08-18）.[]
10. ↑  . 気象庁. 2018-08-18  [2018-08-18]. （原始内容存档于2018-08-18） （英语）.[]
11. ↑  . 気象庁. 2018-08-18  [2018-08-18]. （原始内容存档于2018-08-18） （英语）. （页面存档备份，存于）
12. ↑  . Joint Typhoon Warning Center. 2018-08-18  [2018-08-19]. （原始内容存档于2018-08-18）. （页面存档备份，存于）
13. ↑  財團法人氣象應用推廣基金會. .   [2018-08-14]. （原始内容存档于2017-10-18）. （页面存档备份，存于）（繁體中文）
14. ↑  財團法人氣象應用推廣基金會.  (PDF).   [2018-08-14]. （原始内容存档 (PDF)于2017-10-24）. （页面存档备份，存于）（繁體中文）
15. ↑  . Joint Typhoon Warning Center. 2018-08-18  [2018-08-19]. （原始内容存档于2018-08-18）.[]
16. ↑  . Japan Meteorological Administration.   [2018-08-18]. （原始内容存档于2018-08-18）.
17. ↑  . 気象庁. 2018-08-18  [2018-08-18]. （原始内容存档于2018-08-18） （英语）.
18. ↑  . 気象庁. 2018-08-19  [2018-08-20]. （原始内容存档于2018-08-19） （英语）.
19. ↑  . 気象庁. 2018-08-19  [2018-08-20]. （原始内容存档于2018-08-19） （英语）.
20. ↑  . Joint Typhoon Warning Center. 2018-08-20  [2018-08-21]. （原始内容存档于2018-08-20） （英语）. （页面存档备份，存于）
21. ↑  . Joint Typhoon Warning Center. 2018-08-20  [2018-08-21]. （原始内容存档于2018-08-20） （英语）. （页面存档备份，存于）
22. ↑  . 気象庁. 2018-08-23  [2018-08-24]. （原始内容存档于2018-08-23） （日语）. （页面存档备份，存于）
23. ↑  . 気象庁. 2018-08-23  [2018-08-24]. （原始内容存档于2018-08-24） （日语）. （页面存档备份，存于）

## 外部連結
- （日語）日本氣象廳首頁 （页面存档备份，存于）
- （英文）美國聯合颱風警報中心首頁 （页面存档备份，存于）
- （简体中文）中央氣象台首頁
- （繁體中文）中央氣象局首頁 （页面存档备份，存于）
- （繁體中文）香港天文台首頁 （页面存档备份，存于）
- （繁體中文）澳門地球物理暨氣象局首頁 （页面存档备份，存于）
- （英文）菲律賓大氣地球物理和天文管理局首頁 （页面存档备份，存于）